# Повернення до Гоґвортсу
20-та річниця Гаррі Поттера: Повернення в Гоґвортс (англ. Harry Potter 20th Anniversary: Return to Hogwarts) — документальний фільм, спеціальний епізод у складі франшизи про Гаррі Поттера. Вийшов на екрани 1 січня 2022 року з нагоди 20-річчя поттеріани.

## Сюжет
За даними Variety, «Повернення до Гоґвортсу» «розкаже чарівну історію створення „Гаррі Поттера“ за допомогою абсолютно нових змістовних інтерв'ю та розмов з акторами». У фільмі знялися Денієл Редкліфф, Руперт Ґрінт, Емма Вотсон, Гелена Бонем Картер, Рейф Файнз, Джейсон Айзекс, Ґері Олдмен, Том Фелтон, Еванна Лінч, Метью Льюїс, Роббі Колтрейн, Марк Вільямс, Альфред Енох, Тобі Джонс, Ієн Гарт, Джеймс Фелпс, Олівер Фелпс, Бонні Райт, Кріс Коламбус, Альфонсо Куарон, Майк Ньюелл та Девід Єйтс. При цьому Джоан Роулінг, авторка книг про Поттера, до учасників проєкту не потрапила; у ЗМІ це пов'язують зі звинуваченнями у трансфобії, які звучать на адресу письменниці останнім часом. Крім того, у спецвипуску віддана данина поваги членам акторського складу, які вже померли: Алан Рікман, Джон Герт, Гелен Мак-Крорі, Річард Ґриффітс та Річард Гарріс.

## Виробництво та прем'єра
Проєкт був анонсований 17 листопада 2021 як зустріч з акторами, в ході якої з'ясуються подробиці про знімання різних фільмів франшизи. 6 грудня 2021 вийшов спеціальний тизер «Повернення». Прем'єра відбулася 1 січня 2022 року. Вона присвячена 20-річчю з дня виходу картини Гаррі Поттер і філософський камінь.